# 神田村
神田村（かんだむら）は、出版業界関係者の用語で、書肆街として有名な神保町を東西に横切る靖国通りの南側、神保町から神田錦町にかけてに数多く集まる書籍販売会社（取次）のある一角を比喩的に「村」とみなして呼んだものである。

## 概要
神保町の書肆街は明治時代に神田に多く設立された教育機関に通う学生達に書籍を供給する場として勃興した。
明治時代には三省堂書店（現在の三省堂書店神保町本店）や東京堂書店が、大正時代には岩波書店が創業している。中でも東京堂書店は戦前の出版界（のみならず実業界まで）に多大な影響力を与えた博文館の大橋家の創業による書店・取次店であり、第二次大戦時に政府による言論統制と書籍の一元配給の方針を担うために日本出版配給株式会社（日配）として中小を含む他の取次と統合されるまでは出版流通の要の大取次としての役割を果たしていた。
戦後、東京の各所で復活した多くの小取次は、書店や出版社の多く集まる神保町に地の利を求めて集結した。これがいわゆる神田村の起こりである。
神田村の中小取次は、日配の解体により設立された東京出版販売株式会社（東販、現在の株式会社トーハン）や日本書籍販売株式会社（日販）といった大取次の大規模化・効率化とは別に、人の手によるきめの細かい対応と地の利を生かした迅速な商品確保や専門性の高い品揃えなどにより、東京を中心とした多くの書店の商品調達の場として地位を確保した。
しかし、大手取次の物流に情報処理が欠かせなくなる時勢の中で、システム投資に対するスケールメリットが生かせない神田村の中小取次は次第に後退を余儀なくされ、全盛期であった1960年代から比べるとその数は30%程度まで減っているという見方もある。
長く続く教育機関の流出のみならず、各地の書店の大型化やオンライン書店の出現により、新刊書籍・古書を含む書肆街としての神保町そのものも大きく変わりつつある。その書肆街に寄り添うように存在していた神田村もまた、長引く出版不況の影響や神保町界隈の再開発の影響も受け、大きな変化にさらされている。

## 参考資料
- 伊藤友八郎『出版王国「講談社」 情報の宝庫はいかにしてつくられたか』オーエス出版、1994年10月、46-50頁。ISBN 4-87190-672-8。
- 小田光雄『出版社と書店はいかにして消えていくか 近代出版流通システムの終焉』ぱる出版、1999年6月。ISBN 4-89386-733-4。
- 井田隆 (2007年1月). “理事長ご挨拶”. 神田村.COM. 2009年1月6日時点のオリジナルよりアーカイブ。2009年3月25日閲覧。
- 蔡星慧「日本の出版取次構造の歴史的変遷と現状 取次機能の分化と専門化の観点から」『コミュニケーション研究』第35巻、上智大学コミュニケーション学会、2005年、117-133頁、CRID 1050845764087935104。
- 中町英樹「マーケティングに基づく出版社経営の再生」（PDF）『春季研究発表会詳細報告』、日本出版学会、2008年、42-46頁、 オリジナルの2009年11月23日時点におけるアーカイブ、2009年3月25日閲覧。
- 『50年史』編集委員会 編 (2007年11月). “日本雑誌協会 日本書籍出版協会 50年史《Web版》”.   日本雑誌協会. 2009年3月25日閲覧。